# Hesperocyclops inauditus
Hesperocyclops inauditus – gatunek widłonoga z rodziny Cyclopidae. Nazwa naukowa tych skorupiaków została opublikowana w 1986 roku przez biologów Bernarda Dussarta i Santę M. Frutos.